# Districtul Prang Ku
Prang Ku (în thailandeză ปรางค์กู่) este un district (Amphoe) din provincia Sisaket, Thailanda, cu o populație de 68.208 locuitori și o suprafață de 285,475 km².